# ガイウス・リウィウス・サリナトル
ガイウス・リウィウス・サリナトル（ラテン語: Gaius Livius Salinator、紀元前234年 - 紀元前170年）は、紀元前3世紀終わりから紀元前2世紀初頭の、共和政ローマの政務官。紀元前188年に執政官（コンスル）を務めた。

## 出自
プレプス（平民）であるリウィウス氏族の出身である。リウィウス氏族はラティウムに起源を持ち、紀元前338年以降にノビレス（新貴族）としてローマの政治に登場してくる。紀元前324年にマルクス・リウィウス・デンテルが独裁官ルキウス・パピリウス・クルソルのマギステル・エクィトゥム（騎兵長官・独裁官副官）を務めており、その軍事的能力を評価された。同名の息子マルクス・リウィウス・デンテルが、紀元前302年に氏族として最初の執政官に就任し、続いて紀元前300年にはポンティフェクス（神祗官）の一員となった。歴史家フリードリッヒ・ミュンツァーはこの執政官デンテルがサリナトルの曽祖父と推定している。父および祖父のプラエノーメン（第一名、個人名）は共にマルクスであり、父は紀元前219年と紀元前207年に執政官を務めたマルクス・リウィウス・サリナトルと推察される。

## 経歴
キケロは、マルクス・ポルキウス・カト・ケンソリウス（大カト）と同年齢としており、これが正しければ紀元前234年生まれということになる。
紀元前211年、死去したマニウス・ポンポニウス・マトに代わって、神祇官の一員となった。
紀元前204年にアエディリス・クルリス（上級按察官）に、紀元前202年にはプラエトル（法務官）に就任した。第二次ポエニ戦争はまだ続いており、サリナトルは2個軍団を率いてブルティウムでカルタゴ軍と戦った。
第二次マケドニア戦争中の紀元前199年、ローマ艦隊の司令官に任じられたが、前任者のルキウス・アプスティウス・フッロは秋まで権限委譲をせず、さらに紀元前198年春には新しい司令官ルキウス・クィンクティウス・フラミニヌスがバルカン半島に到着したため、結局何もしなかった。
紀元前193年、執政官ルキウス・コルネリウス・メルラの下で騎兵部隊を指揮した。ムティナの戦いでローマの勝利を決定づけたのは、彼の突撃であったという。この年行われた執政官選挙は、マニウス・アキリウス・グラブリオら7人の有力者が乱立する激しいもので、ここに立候補して落選した可能性がある。
紀元前191年、2度目のプラエトルとなり、ローマ・シリア戦争では艦隊を率いてアンティオコス3世とアエトリア同盟の連合軍と戦った。ケファロニア島とザキントス島を服従させ、さらにペルガモンの艦隊も加え、小アジアの海岸に移動した。ここでポリセニデスが率いるシリア艦隊を撃破した。ポカイアで冬営の後、ルキウス・コルネリウス・スキピオ（後のスキピオ・アシアティクス）が率いるローマ陸軍のヘレスポントス海峡渡海を支援した。その後ルキウス・アエミリウス・レギッルスと交代して、紀元前190年末にはローマに戻った。
紀元前188年、執政官に選出され、同僚のパトリキ執政官はマルクス・ウァレリウス・メッサッラであった。ガリア・キサルピナでの戦争を担当した。ここでフォルム・リウィイ（現在のフォルリ）を建設している。
サリナトルは紀元前170年に死去した。

## 子孫
紀元前130年ごろ、プラエトルにサリナトルのコグノーメン（家族名）を持つ人物が記録されている。個人名、氏族名は不明であるが、ミュンツァーはサリナトルの子孫と考えている。

## 参考資料

### 古代の資料
- アッピアノス『ローマ史』
- ティトゥス・リウィウス『ローマ建国史』
- マルクス・トゥッリウス・キケロ『老年について』

### 研究書
- Broughton R. Magistrates of the Roman Republic. - New York, 1951. - Vol. I. - P. 600.
- Broughton, T. R. S. (1991). “Candidates Defeated in Roman Elections: Some Ancient Roman "Also-Rans"”. Transactions of the American Philosophical Society (American Philosophical Society) 81 (4):  i-vi+1-64. JSTOR 1006532.
- Münzer F. Livius // Paulys Realencyclopädie der classischen Altertumswissenschaft . - 1926. - Bd. XIII, 1. - Kol. 810-814.
- Münzer F. Livius 29 // Paulys Realencyclopädie der classischen Altertumswissenschaft . - 1926. - Bd. XIII, 1. - Kol. 888-890.

| 公職                                                                   | 公職                                                        | 公職                                                           |
| ---------------------------------------------------------------------- | ----------------------------------------------------------- | -------------------------------------------------------------- |
| 先代 グナエウス・マンリウス・ウルソ マルクス・フルウィウス・ノビリオル | 執政官 同僚：マルクス・ウァレリウス・メッサッラ 紀元前188年 | 次代 マルクス・アエミリウス・レピドゥス ガイウス・フラミニウス |